# Les Acacias (film)
Pour les articles homonymes, voir Les Acacias.
Pour plus de détails, voir Fiche technique et Distribution.
Les Acacias (Las acacias) est un road movie argentino-espagnol coproduit, coécrit et réalisé par Pablo Giorgelli et sorti le 14 octobre 2011.

## Synopsis
À Asuncion, capitale du Paraguay, Rubén est un chauffeur routier solitaire qui parcourt depuis des années la route qui relie le Paraguay à Buenos Aires en transportant du bois. Un jour, son patron lui demande de profiter d'un de ses trajets pour conduire une femme et son bébé à Buenos Aires.

## Fiche technique
- Titre original : Las acacias
- Titre français : Les Acacias
- Réalisation : Pablo Giorgelli
- Scénario : Pablo Giorgelli et Salvador Roselli
- Direction artistique : Yamila Fontan
- Photographie : Diego Poleri
- Montage : María Astrauskas
- Production : Pablo Giorgelli, Ariel Rotter et Alex Zito
- Sociétés de production : AireCine, Armonika Entertainment et Utópica Cine
- Sociétés de distribution : K-Films Amérique (Québec)
- Pays d’origine :  Argentine/ Espagne
- Langue originale : espagnol
- Format : couleurs - 35mm - 1.85:1 -  Son Dolby numérique
- Genre cinématographique : road movie, drame
- Durée : 85 minutes
- Dates de sortie : 
  - France : 13 mai 2011 (Festival de Cannes) ; 4 janvier 2012 (sortie nationale)
  - Espagne : 14 octobre 2011
  - Argentine : 24 novembre 2011
  - Québec : 15 juin 2012

## Distribution
- Germán de Silva : Rubén
- Hebe Duarte : Jacinta
- Nayra Calle Mamani : Anahí

## Distinctions

### Récompenses
- Festival international du nouveau cinéma latino-américain de La Havane 2007 : Prix du meilleur scénario original
- Festival de Cannes 2011 : (sélection semaine de la critique)
  - Caméra d'or
  - Prix OFAJ de la jeune critique
  - Prix ACID
  - Grand Rail d'or
- Festival Films from the South (Norvège) 2011 : meilleur film
- Festival international du film de Saint-Sébastien 2011 : Prix Horizontes latinos
- Festival Biarritz Amérique latine 2011 : Abrazo du meilleur long métrage
- Festival international du film de Bergen 2011 : Prix Cinema Extraordinare
- Festival du film de Londres 2011 : Sutherland Trophy
- Prix Sud du meilleur premier film